# Ghislaine Maxwell
Ghislaine Noëlle Marion Maxwell (IPA: /ˌɡiːˈlɛn; Maisons-Laffitte, 25 dicembre 1961) è un'imprenditrice e criminale britannica.
Nel giugno 2022 è stata condannata a 20 anni di carcere per adescamento di minori e altri reati commessi con o per conto del finanziere ed ex compagno Jeffrey Epstein.

## Biografia

### Famiglia e gioventù
Ghislaine Maxwell è la nona figlia di Élisabeth Meynard, storica francese nota per le sue ricerche sull'Olocausto, e dell'editore britannico Robert Maxwell, proprietario del Daily Mirror e di importanti quote in note società editoriali come la MTV Europe e la casa editrice MacMillan.
Cresciuta nel sontuoso palazzo della sua famiglia nel Buckinghamshire, a poca distanza dall'Università di Oxford (dove si è laureata nei primi anni ottanta), dopo la misteriosa morte del padre nel 1991 Ghislaine si è trasferita negli Stati Uniti diventando un'assidua frequentatrice dei circoli dell'alta società in cui orbitavano i grandi nomi della politica e della finanza: è stata infatti invitata al matrimonio di Chelsea Clinton, figlia dell'ex presidente Bill, e più volte fotografata in compagnia di Donald e Melania Trump. Nel 2012 ha creato TerraMar, un'organizzazione senza scopo di lucro per la preservazione degli oceani finanziata da Epstein e altri magnati; la fondazione è stata tuttavia chiusa nel 2019 dopo appena sei giorni dall'arresto di Epstein.

### Maturità e incontro con Jeffrey Epstein
Secondo Steven Hoffenberg, ex socio di Epstein, Robert Maxwell presentò sua figlia a quest'ultimo alla fine degli anni ottanta; il New York Times ha rivelato che Ghislaine ha incontrato Epstein all'inizio degli anni novanta ad una festa a New York dopo una difficile rottura con il conte Gianfranco Cicogna Mozzoni (1962-2012), esponente della famiglia proprietaria dei CIGA Hotels. Ghislaine ha avuto una relazione pluriennale con Epstein e gli è rimasta legata per decenni: in una deposizione del 2009 diversi dipendenti hanno testimoniato che Epstein si riferiva a lei come alla sua "fidanzata principale" e che Ghislaine, a partire dal 1992, ha anche assunto, licenziato e supervisionato i membri del suo staff. In un profilo su Epstein, Vicky Ward di Vanity Fair ha scritto nel 2003 che Epstein si riferiva a Ghislaine come "la mia migliore amica" ed ha inoltre osservato che lei sembrava "organizzare gran parte della sua vita".

### Latitanza, arresto e condanna
Dopo la morte di Epstein in carcere nell'agosto 2019 la Maxwell si è resa latitante e nel 2020 è stata accusata dal governo federale degli Stati Uniti dei reati di adescamento di minori e traffico sessuale di ragazze minorenni. Il 2 luglio l'FBI l'ha arrestata in una remota area boschiva vicino a Bradford, dove la donna possedeva dal dicembre 2019 una proprietà di sessantatré ettari acquisita tramite una società anonima, la LLC "Granite Reality"; gli investigatori hanno inoltre ricondotto a lei quindici conti bancari sui quali dal 2016 sono stati depositati complessivamente circa venti milioni di dollari.
Dopo un mese di processo, svoltosi nella corte federale di Manhattan, il 29 dicembre 2021 la Maxwell è stata giudicata colpevole di cinque dei sei capi d'imputazione a lei rivolti: secondo la giuria la donna ha adescato, fra il 1994 e il 2004, decine di ragazze minorenni per conto di Epstein. Nel giugno 2022 è stata condannata a 20 anni di carcere per adescamento di minori e altri reati commessi con o per conto del finanziere ed ex compagno Jeffrey Epstein.